# Keyshia Cole
Keyshia M. Cole (Oakland, Kalifornia, 1980. október 15. –) afroamerikai énekesnő, dalszövegíró, színésznő, producer, televíziós személyiség.

## Életpályája
A kaliforniai Oaklandben született. MC Hammer és Tupac Shakur oldalán kezdte a karrierjét tizenkét évesen. Tizenötévesen Los Angelesbe költözött, 2005-ben megjelent első albuma The Way it Is címmel, ami arany besorolást kapott, majd platinát.

### Nagylemezei
- The Way It Is (2005)
- Just Like You (2007)
- A Different Me (2008)
- Calling All Hearts (2010)
- Woman to Woman (2012)
- Point of No Return (2014)
- 11:11 Reset (2017)